# Kächen
A Kächen az erdélyi szászok hagyományos egytálétele. A levesnél sűrűbb és kiadósabb étel, amely alapvetően húsból, zöldségekből, illetve gyümölcsökből készül. A húsfajták közül a legjellemzőbbek a besózott sertéshús csontos részei, de ezt helyettesíteni lehet füstölt szalonnával vagy szalonnabőrrel. 
Nevének eredete a latin cocquina, cocina szó, amely az ófelnémet kuchina útján került a nyelvbe.
A lakodalmi ebédhez hagyományosan Reiskächent készítettek, amelyhez marhahúst és öreg, kövér tyúk húsát használták fel. A lakodalom második napján az ebéd Ehestandkächen volt, ahol az alapanyagok között a tyúkhús és leveszöldség mellett mazsola, szőlő és egres is szerepelt.
Legismertebb fajtái: almakächen, zsázsakächen, krumplikächen, karalábékächen, zöldségkächen, ribizlikächen, egreskächen.
A Kächen több erdélyi szász közmondásban is megjelenik.